# Królewska Akademia Muzyczna (Wielka Brytania)
Królewska Akademia Muzyczna (ang. Royal Academy of Music) – brytyjska organizacja artystyczna powstała w Londynie w 1720 roku. Patronował jej Jerzy I, król Wielkiej Brytanii, a nad jej tworzeniem pracowali kompozytorzy Georg Friedrich Händel, Attilio Ariosti, Giovanni Battista Bononcini. W tamtym czasie miała formę przedsiębiorstwa rozrywkowego.
W początkach XIX wieku powstała uczelnia o tej samej nazwie. Jest ona obecnie jedną z kilku najbardziej prestiżowych uczelni muzycznych na świecie, funkcjonująca w ramach Uniwersytetu Londyńskiego (jako tak zwany constituent college). Prowadzi także badania muzykologiczne (zwłaszcza w oparciu o zbiory kolekcji York Gate) oraz działalność koncertową.